# 地震情報
地震情報（じしんじょうほう）は、日本国内においては気象庁が地震に関する情報（震度・震源など）の発表を行うものである。

## 沿革
1995年4月までは震度の観測点は気象台と測候所のみであり、現在のような地震の速報態勢はなかった。しかし、1995年1月17日に発生した阪神・淡路大震災で、震度観測点の少なさと地震情報の遅さが浮き彫りとなった。そのため、1996年10月に震度観測点を大幅に拡充し、震度階級の細分化（震度5および6を強・弱に分け10段階とした）を行い、現在の形式の地震情報となった。
また1997年11月10日より、地方公共団体が設置する震度計のデータが気象庁の地震情報に含めて発表され、2003年3月10日で47都道府県全ての整備が完了した。
2000年代以降の動向
- 2002年3月20日より、震源に関する情報の発表を開始。
- 2003年12月1日より、震源に関する情報に「若干の海面変動はあるが被害の心配なし」を含めた情報の発表を開始。
- 2004年5月26日より、防災科学技術研究所（K-NET）の震度データが気象庁の地震情報に含めて発表される。
- 2005年3月28日より、気象庁が北西太平洋津波監視情報及びインド洋津波監視情報の発表開始に併せ遠地地震に関する情報を拡充する。
- 2009年10月1日より、震度速報の発表が30秒程度短縮され、地震発生後約1分30秒後に発表される。[1]

## 震度速報
- 地震発生から約1分30秒後に全国を188に細分した区域ごとの震度を速報する（震度3以上の区域に限る）。
- 地震によって震度3以上が観測された場合に発表され、地震の発生時刻も発表される。
- 震度の入電に合わせて、発生5分後まで一定間隔ごとに情報の更新を反映した続報が発表される。更新条件は以下の通り。
  - 15秒ごとの更新
    - 最大震度5弱以上で、前回発表時より大きな最大震度が入電した場合
    - 前回発表と比べ震度4以上の地域が3つ以上拡大された場合

  - 1分ごとの更新
    - 震度3以上の地域が拡大された場合

### 地域名
全国の都道府県（北海道は振興局）を2〜9の地域に分割した地域名が使われている。気象庁が発表する天気予報や注意報・警報の市町村等をまとめた地域名の区分けに準じているが、区分けが違う地域もあり、奈良県に限り地域を分割しない。

## 震源に関する情報
- 最大震度3以上の地震によって津波の心配がない場合、または若干の海面変動があるかもしれないが被害の心配がない場合において、震源の位置・深さと地震の規模（マグニチュード）を発表する。
- 津波警報・津波注意報が発表された場合はこの情報は発表されず、津波警報・注意報および津波情報へ移行する。

## 震源・震度に関する情報
- 震源に関する情報に加え、震度の情報を発表する。ただし、最大震度2以下でも津波警報・注意報および津波予報を発表した地震の場合と、緊急地震速報（警報）を発表した場合も発表される。[3]

### 情報内容
- 震源地・震源の深さ・地震の規模（マグニチュード）
- 震度3以上が観測された地域名
- 震度3以上が観測された市町村名（政令市及び東京特別区は区名）

最大震度3・4の場合は震度3以上、最大震度5弱・5強の場合は震度4以上、最大震度6弱・6強・7の場合は震度5弱以上の揺れが観測された市区町村名となる。
- 震度5弱以上が観測されていると推定され、その震度が不明の市町村
- 地震発生時に関する記述
  - 「ただいま、東京で地震とみられる揺れ 日本テレビの震度計は震度○○を記録」（日本テレビ系列）
  - 「午前（午後）○時○分ごろ　○○地方で地震がありました」[注 1]（NHK）
  - 「気象庁発表の震度情報、津波情報は情報が入り次第お伝えします」
  - 「ただいま地震がありました 情報が入り次第お伝えします」（フジテレビ系列）
- 津波に関する記述
  - 「揺れの強かった沿岸部では念のため津波に注意してください」（NHK）
  - 「念のため津波に注意してください」（民放各局）
  - 「この地震による津波の心配はありません」（NHK（画面上の字幕で表示）・民放各局）[注 2]
  - 「津波の心配なし」（NHK（震度画面で表示））[注 3]
  - 「この地震により、日本の沿岸では多少の潮位の変化があるかもしれませんが、被害の心配はありません」（NHK（画面上の字幕で表示）・民放各局）
  - 「多少の潮位の変化あっても津波被害の心配なし」（NHK（震度画面で表示））
  - 「津波警報等（警報あるいは注意報）を発表中です」
  - 「今後もしばらく海面変動が続くと思われますので、海水浴や磯釣り等を行う際は注意してください」
- 緊急地震速報（警報）が発表された場合においては「この地震について、緊急地震速報を発表しています」[5]と記述される。最大震度2以下の場合はこの記述に加え、「強い揺れは観測されませんでした」が加わる。
- 複数の震源にわたる地震が同時発生した場合、「この地震とほぼ同時刻に別の地震が発生していますが、緊急作業中で震度を分離できないため、この情報で震度を取りまとめて発表しています」と記述され、一つの地震情報でまとめて震度の情報が発表される。

#### 津波警報改善移行までの暫定措置
- マグニチュードが8を超える可能性が検知された場合には「この地震は、巨大地震の可能性があるため想定最大規模の津波警報を発表しています。」の付加文を記載し、地震情報で発表するマグニチュードは速報値を使用せず、想定最大規模を発表する。[6]

### 一元化処理
日本付近を震源とする地震を対象にして、気象庁自身の観測データと防災科学技術研究所や大学等のデータをリアルタイムで収集し、無感地震を含む観測された全ての地震毎に規模、位置、発震時等地震諸元の検測処理を気象庁が一元的に一定の品質管理を行った上でおこなっている。この処理は一元化処理と呼ばれ、この処理により決定された震源は一元化震源と呼ばれる。
地震調査研究推進本部の「地震に関する基盤的調査観測計画」（平成9年8月）に基づき行われ、2002年6月3日から現在日より2日前までのデータが防災科学技術研究所により公開されている。

## 各地の震度に関する情報
- 各地の震度に関する情報に加え、震度1以上を観測したすべての観測点の震度を発表する。
- 最大震度2以下で津波なしの地震の場合はこの情報のみとなる。

## 遠地地震に関する情報
- 国外においてマグニチュード7.0以上の地震が発生した場合、または著しい被害が発生する可能性がある地域で規模の大きな地震を観測した場合に発表される。
- 情報の内容は発生時刻・震源の位置・深さ・地震の規模・震源周辺における津波の状況・国内への津波の有無。
- 国外においても津波の観測状況がわかった場合においては情報の内容は随時更新される。

## その他の情報

### 地震回数に関する情報
- 顕著な地震における余震あるいは群発地震において該当する震源域で発生した地震回数を発表する。
- 数時間おきに発表され、無感を含めた地震の回数・有感地震の回数・震度別地震回数が時間別に発表される。
- この情報が発表されている間は、該当震源域で発生した地震において最大震度2以下の地震情報は発表されない。
- 東北地方太平洋沖地震の余震活動では、2011年4月27日まで、この情報を発表していた。また、2014年の長野県神城断層地震でも発表されたが、こちらは通常の地震情報と並行する形で発表された。
- 熊本地震の場合は、当初「熊本地方」で発生した地震にのみ適用していたが、本震で震源域が拡大したのに伴い、「阿蘇地方」・「大分県中部・西部」で発生した地震にも拡大して適用された。
- 能登半島地震では「最大震度別地震回数表」で日別の地震を発表している[7]。

### 顕著な地震における震源要素更新のお知らせ
- 顕著な地震（おおむね震度5弱以上）が発生した場合において、詳細な解析により地震の震源と規模の暫定値が決まった場合において、地震発生からおよそ数時間後に発表される。
- 震源の位置は0.1分単位、深さは1km単位で発表される。
- 津波警報・注意報が発表されている場合など地震情報が継続されている場合における震源の記述は位置が0.1度単位、深さが10km単位に丸められる。

## 地震解説資料
- 震度5弱以上（気象台では4以上もあり）の地震および津波注意報・警報が発表された地震において、地震発生から約1時間後に記者発表して気象庁・気象台のホームページに掲載される。
- 主な内容は、地震の概要・震度の観測状況・津波警報等の発表状況・津波の観測状況・余震活動の状況・緊急地震速報の発表・長周期地震動の観測情報となる。
- その地震が気象庁の命名した地震の余震である場合は、地震名と余震の震源地を併記する[注 4]。なお、東北地方太平洋沖地震の余震では、2013年までは最大震度5弱で、津波注意報・警報の発表がない場合は掲載されなかった。

## 推計震度分布図
- 最大震度5弱以上の地震が発生した場合において発表される。
- 震度計のデータと表層地盤のデータから1km四方単位で推計震度が作成される。
- 気象庁では、およそ地震発生から1,2時間後に記者会見資料と共にプレスリリースに掲載している。
- 推計震度分布図には精度上の問題があるため、個々のメッシュの位置や震度の値ではなく、大きな震度の面的広がり具合や形状に着目して利用する必要がある。

## 月別地震概況
- 気象庁・各気象台が毎月、その前月に発生したすべての地震を取りまとめて発表する。
- 主な内容は、地震活動・震度1以上を観測したすべての地震である。
- 気象庁発表分は以前は「震度1以上」の地震回数（震度5弱以上・津波観測地震の有無）を発表していたが、東北地方太平洋沖地震以降は余震活動を含めた地震活動の活発化に伴い、「震度3以上」を観測した地震の回数を発表している。